# Витязевський лиман
Витязевський лиман — лагунне водоймище в південній частині Таманського півострова. Простягнувся від гирла річки Гостагайки до Благовєщенської. Відноситься до Кизилтаської групи Таманської системи Кубанських лиманів. Загальна площа поверхні становить 64 км², максимальна глибина — 2 м.
Східні береги піднесені і урвисті, північні — пологи. Південно-західний берег утворений неширокою піщаною косою, що відокремлює лиман від Чорного моря. Впадають річка Гостагайка і Черкеський єрик — ліве гирло річки Джиги. На сході в лиман впадає мілководна річка Гостагайка. Анапський пересип (коса) відділяє лиман від Чорного моря, з яким лиман поступово втратив прямий зв'язок.
Історія геологічного розвитку свідчить про те, що у віддалену епоху лиман був затокою моря, частиною стародавньої дельти річки Кубань і поступово заповнювався річковими і морськими наносами.
Потужність відкладень мула в центральній частині водоймища коливається від 0,2 м на західній ділянці і до 0,5-1,2 м на східному. Вся прибережна частина лиману складена різнозернистим піском і черепашками.

## Галерея

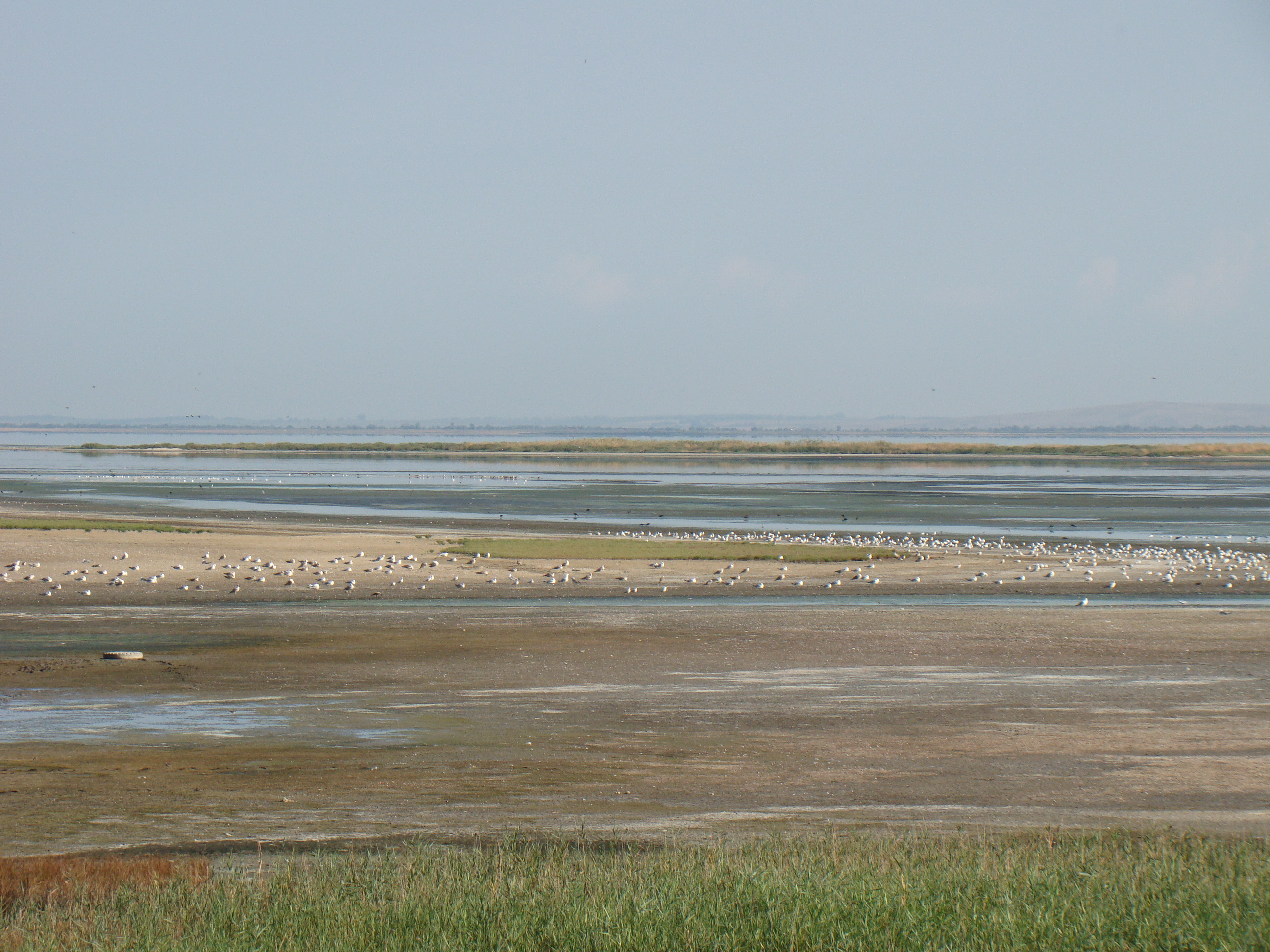
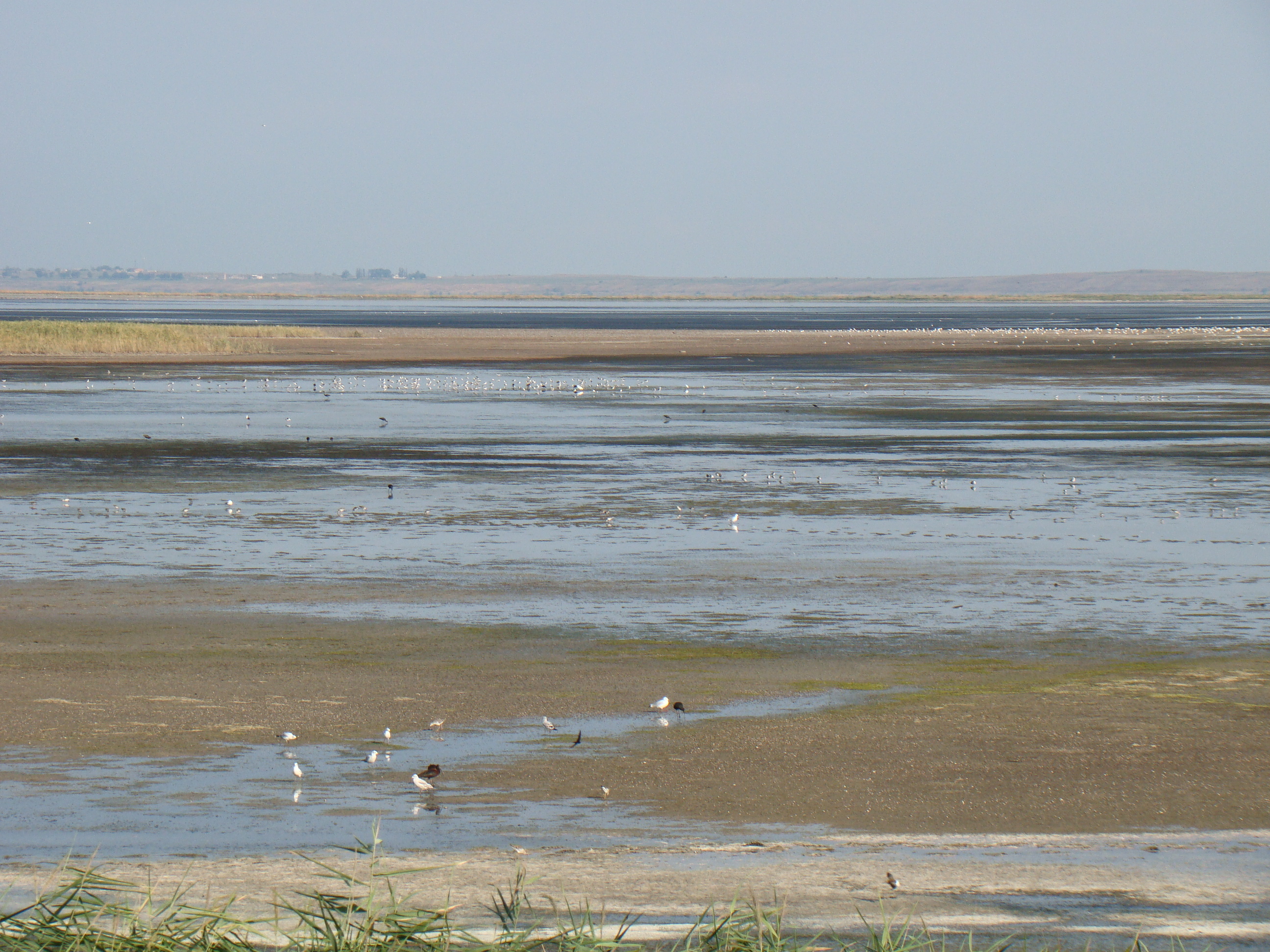
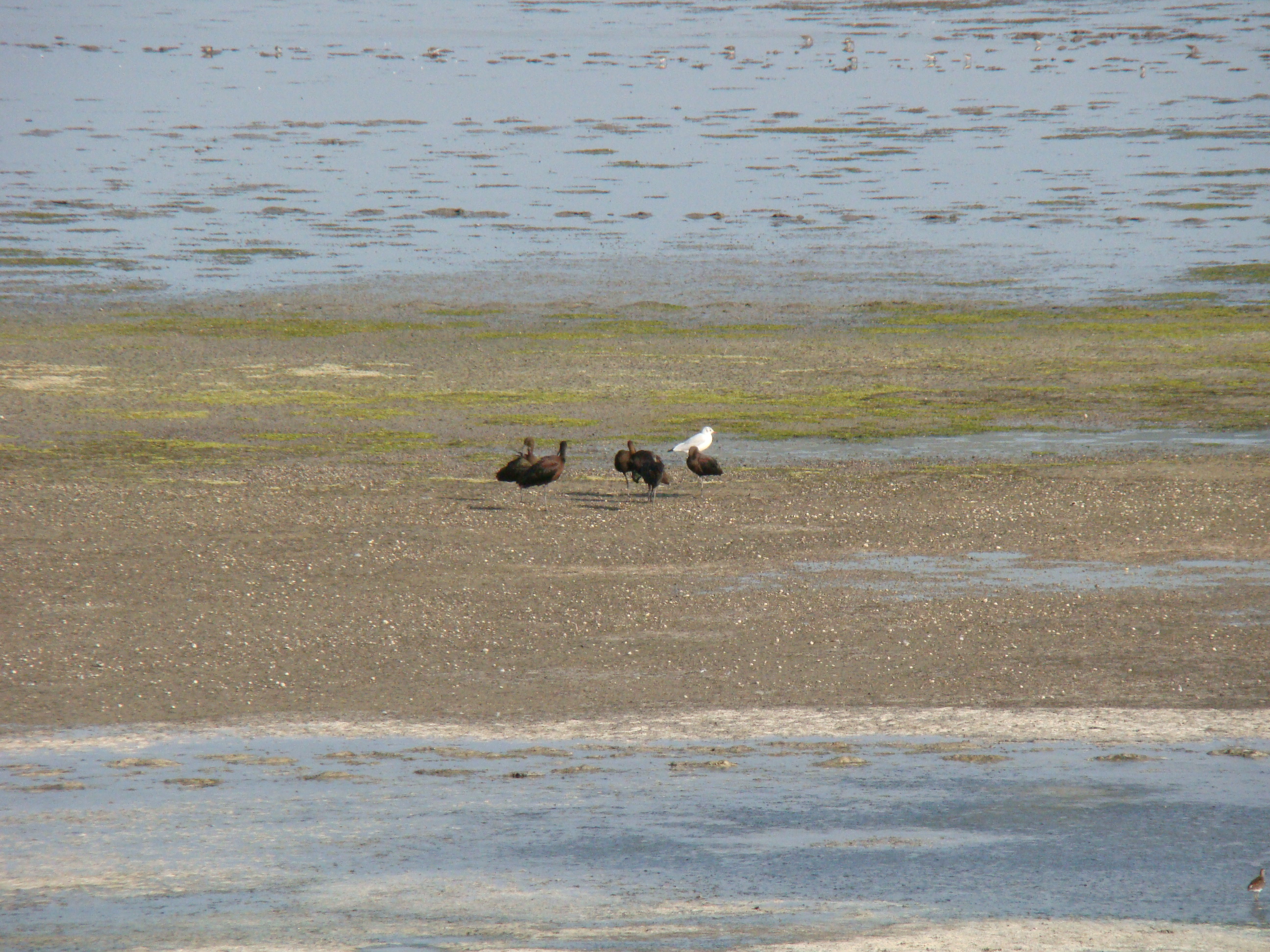
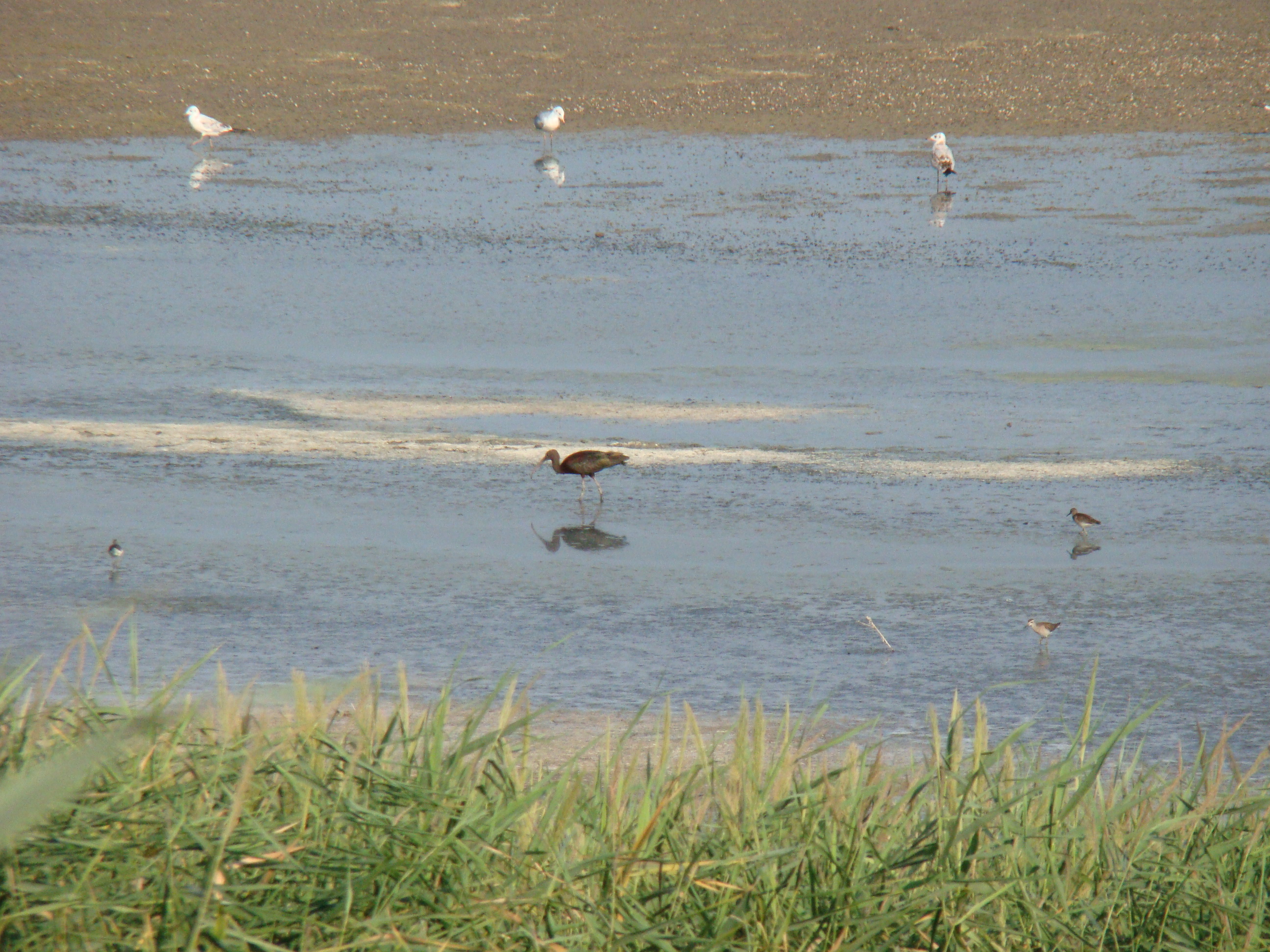
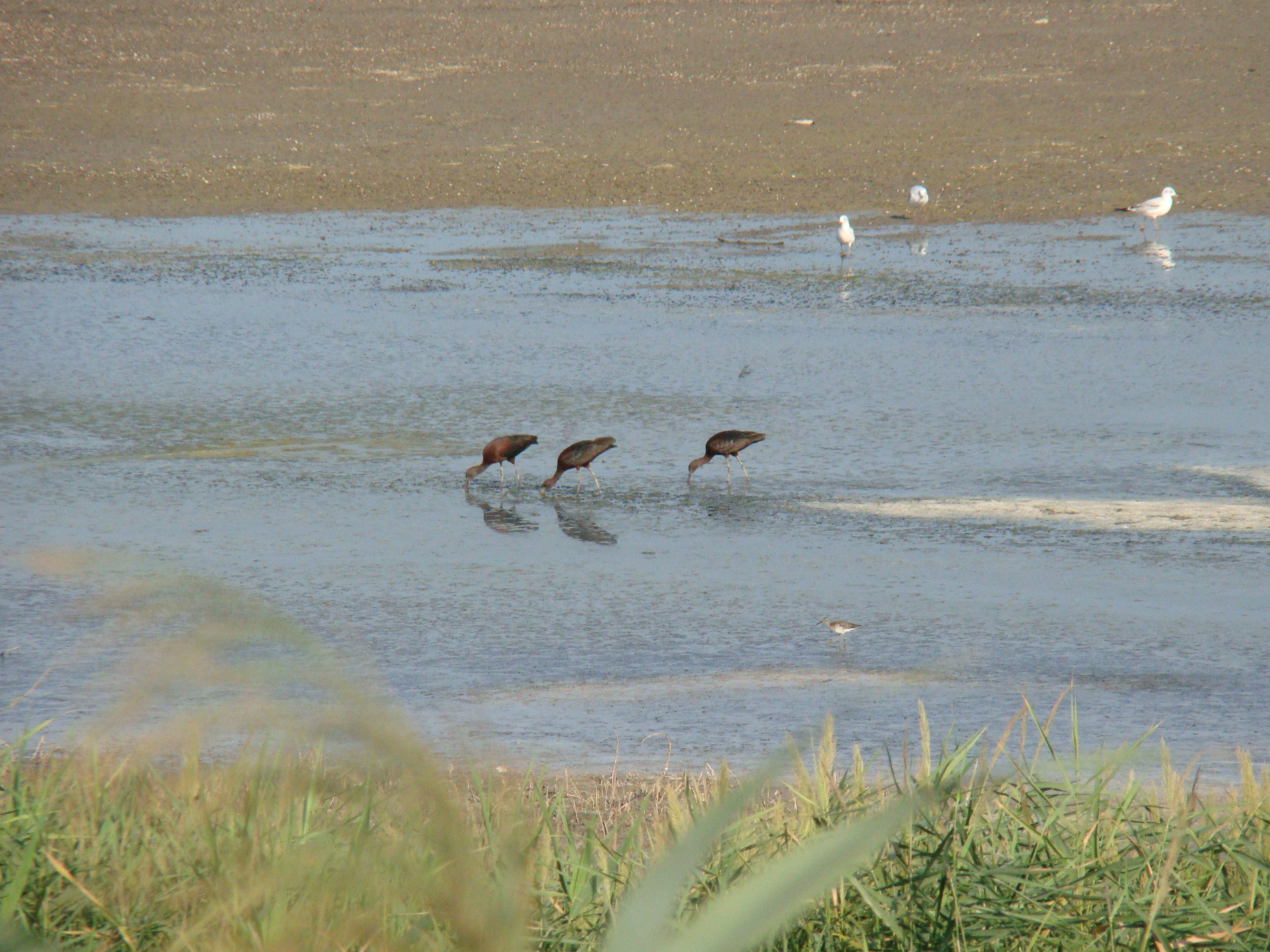